# Stoffen
Stoffen ist ein Ortsteil der Gemeinde Pürgen im oberbayerischen Landkreis Landsberg am Lech.

## Geografie
Das Pfarrdorf Stoffen liegt circa drei Kilometer südwestlich von Pürgen auf der Hochterrasse des Lechs.

## Geschichte
Mehrere Reihengräber aus dem 7./8. Jahrhundert sowie ein nahegelegener Burgstall lassen auf eine frühmittelalterliche Erstbesiedelung schließen.
Stoffen wurde erstmals urkundlich erwähnt im Jahr 1030 im Zusammenhang mit den hier ansässigen Herren von Stoffen, von denen auch der heutige Ortsname abgeleitet ist. Die Herren von Stoffen besaßen unter anderem die Vogtei über Kloster Wessobrunn und zählten zu den Hauptvasallen der Welfen.
Ihre Besitzungen fielen später an die Herren von Pflugdorf und Hunthammer, zuletzt an die Münchner Patrizierfamilie Pütrich. Nach deren Aussterben 1597 fiel die Pfarrei an die bayerische Herzöge, die sie bereits 1605 an das Kloster Andechs verschenkten.
In Stoffen waren um 1700 die Klöster St. Ulrich in Augsburg, Rottenbuch, Wessobrunn und Andechs begütert.
Durch das zweite Gemeindeedikt entstand 1818 die Gemeinde Stoffen im Landgericht Landsberg.
Stoffen war bis zur Eingemeindung nach Pürgen am 1. Juli 1972 eine eigenständige Gemeinde.

## Sehenswürdigkeiten
In Stoffen befindet sich die katholische Pfarrkirche Mariä Heimsuchung, ein im Kern spätgotischer Bau, der 1740 barockisiert wurde. Die Stuckarbeiten stammen aus den Werkstätten Georg Döttls in Obermühlhausen und Rochus Fischers. Die Fresken sind ein Werk Caspar Schefflers, die Bildschnitzereien schuf Johann Luidl aus Landsberg.
An der Straße nach Pitzling befindet sich außerdem noch die Schwedenkapelle von 1697.
Siehe auch: Liste der Baudenkmäler in Stoffen

## Bodendenkmäler
Siehe: Liste der Bodendenkmäler in Pürgen